# Vojtěch Ivo Kvapil
Vojtěch Ivo Kvapil (1924 – 26. června 2009) byl český římskokatolický duchovní, vyšebrodský cisterciák, který se po roce 1990 podílel na obnově života mnišské komunity ve Vyšším Brodě.

## Život
V mládí vstoupil do vyšebrodského kláštera. Zažil jeho násilné zrušení v rámci Akce K v roce 1950. Na kněze byl vysvěcen v utajení v roce 1951 a následujících 17 let nemohl jako kněz působit. Až v roce 1968 dostal tzv. státní souhlas a postupně působil ve farnostech Strakonice, Strakonice-Podsrp, Borotín, Hoštice u Mladé Vožice, Nová Ves u Mladé Vožice, Miličín, Vyšší Brod, Malšín, Dolní Dvořiště, Horní Dvořiště, Rožmberk nad Vltavou, Černice a Český Krumlov. V roce 1990 byl vedením cisterciáckého řádu pověřen obnovením komunitního života ve Vyšším Brodě. Sídlo vyšebrodského opatství bylo provizorně na faře v Borotíně a od listopadu 1990 se s P. Xaverem Švandou P. Kvapil přestěhoval do Vyššího Brodu. Následně byla zrušena unie s opatstvím v Reinu, a Vyšší Brod se opět stal samostatným opatstvím. P. Vojtěch Ivo Kvapil byl z rozhodnutí vedení řádu jmenován převorem-administrátorem. Nové komunitě se však nedařilo řešit některé problémy a proto byl v roce 1995 jmenován opatem-administrátorem Vyššího Brodu Alberich Józef Siwek, emeritní opat z polského Wąchocku.
P. Vojtěch Ivo Kvapil žil v letech 1995-1999 nadále ve vyšebrodském klášteře. V roce 1999 byl ustanoven administrátorem farnosti Černice a byl jím až do roku 2005, kdy se přestěhoval do Kněžského domova v Českých Budějovicích-Suchém Vrbném. Zde prožil poslední čtyři roky svého života. Zemřel 26. června 2009 a byl po pohřebních obřadech v kostele sv. Cyrila a Metoděje v Suchém Vrbném dne 2. července 2009 pohřben do kněžského hrobu na hřbitově sv. Otýlie v Českých Budějovicích.